# Nemopalpus sziladyi
Nemopalpus sziladyi är en tvåvingeart som beskrevs av Tonnoir 1940. Nemopalpus sziladyi ingår i släktet Nemopalpus och familjen fjärilsmyggor. Inga underarter finns listade i Catalogue of Life.